# Boulder (Montana)
Boulder – miasto w Stanach Zjednoczonych, w stanie Montana, siedziba administracyjna hrabstwa Jefferson.